# Rebecca de Alba
Rebecca de Alba (Zacatecas, 26 de octubre de 1964) es una actriz, modelo y presentadora de televisión mexicana.

## Historia
Estudió periodismo en Colorado, Estados Unidos antes de regresar a México donde participó en el certamen Señorita México en el año 1985, obteniendo el segundo lugar, además de obtener el premio “Señorita Dorian Grey pasos a la fama” que le permitió representar al país en el certamen Miss Internacional 1985 en Japón. Más tarde trabajó en varios programas de televisión, y finalmente comenzó su propio programa de entrevistas matutino en 1993 llamado Un Nuevo Día con el coanfitrión César Costa.
También trabajó como modelo, convirtiéndose en la portavoz de Avon Products, así como en la primera representante mexicana de Bulgari.
Ella es una actriz y productora, conocida por Sexo y otros secretos (2007), Las niñas bien (2018) y Speed of Glory (2010).
Rebecca de Alba es presentadora de televisión Project Runway Latin America.
Se desempeñó como conductora de la primera edición del reality de cocina MasterChef Celebrity 2021 en México.